# Smeđi mediteranski pauk samotnjak
Smeđi mediteranski pauk samotnjak (violina pauk, pauk violina, mediteranski račiji pauk, smeđi mediteranski pauk samotnjak; lat. Loxosceles rufescens), relativno je mali i neistraženi pauk koji spada u porodicu smeđih račjih paukova.

## Tjelesna građa
Boja tijela je pretežito smeđa, s izraženim znakom na prednjem dijelu tijela koji podsjeća na violinu. Noge su mu duge, tanke i smeđe, prekrivene sitnom dlakom. Ovaj se mali pauk razlikuje od drugih račijih paukova po svojim genitalijama i rasporedom očiju, te veličinom koja je manja od brojnih sličnih vrsta. Mužjaci su nešto manji od ženki, ali su njihove noge duže.

## Način života i stanište
Danas se malo zna o biologiji Primorskog račjeg pauka, ali možemo pretpostaviti da se danju skriva ispod kamenja, lišća ili komada drveta, a tijekom noći postaje aktivan. Živi u području južne Europe. Hranu koja se najvjerojatnije sastoji od malih kukaca napada iz zasjede, jer ne plete mrežu.

## Otrovnost
Iako ovaj pauk nije istražen i proučen tako dobro poput svojega sjevernoameričkoga rođaka, treba ga smatrati vrlo otrovnim i potencijalno opasnim, jer potječe iz iste porodice kao i drugi opasni pauci za koje je znanstveno potvrđeno da su uzrokovali teška oštećenja kože i smrt u ljudi. Profesor Nediljko Landeka kaže: „Violina pauk" je otrovan i njegov ugriz izaziva nekrozu tkiva.
Dosad jedini slučaj smrtnog ishoda ugriza ove vrste zabilježen je 2015. godine u Italiji, kod 65-godišnje žene s autoimunom bolešću.

## Galerija
- Juvenilna jedinka
- L. rufescens s plijenom
- Primjerak iz Rijeke